# Zuzana Beňušková
Zuzana Beňušková (rozená Wagnerová, * 27. října 1960 Bratislava) je slovenská etnoložka, etnografka, kulturní a sociální antropoložka. Je profesorkou etnologie na Univerzitě Konstantina Filozofa v Nitře. Jejími oblastmi výzkumu jsou etnické menšiny, sociální vztahy, zvyky, kulturní regiony Slovenska a historie etnologie.

## Život
Narodila se v Bratislavě. Je dcerou učitele a sociologa doc. PhDr. Vojtecha Wagnera, CSc., a andragogistky PhDr. Ireny Wagnerové, CSc. Působila jako tanečnice v tradiční slovenské taneční skupině Lúčnica, nyní je členkou Seniorek Lúčnice. Má syna Mateje.

## Vědecká kariéra
Je absolventkou Univerzity Komenského v Bratislavě. Po studiu začala pracovat v Ústavu etnologie Slovenské akademie věd, kde se věnuje rituálům, religiozitě, etnickým menšinám a etnologii města. Od roku 1996 vyučuje také na Filozofické fakultě Univerzity Konstantina Filozofa v Nitře. V roce 2004 se stala docentkou a v roce 2013 profesorkou. V letech 2005 až 2011 byla vedoucí katedry etnologie a etnomuzikologie UKF.
Je přispěvatelkou více než 80 odborných časopisů a publikačních projektů „Tradiční kultury regionů na Slovensku“ (VEDA 1998, 2005, DAJAMA 2010 pod názvem Lidová kultura), „Religiozita a mezikonfesní v místním společenství“ (ÚEt SAV 2004) a „Tekovské Lužany: kulturní a sociální diverzita venkovského společenstva“ (UKF, Nitra 2011).
V letech 2002–2003 byla redaktorkou časopisu Etnologické rozpravy a v letech 2002–2008 předsedkyní Národopisné společnosti Slovenska. Od roku 2006 je členkou organizačního výboru filmového festivalu Etnofilm Čadca filmový.